# Ypenhof

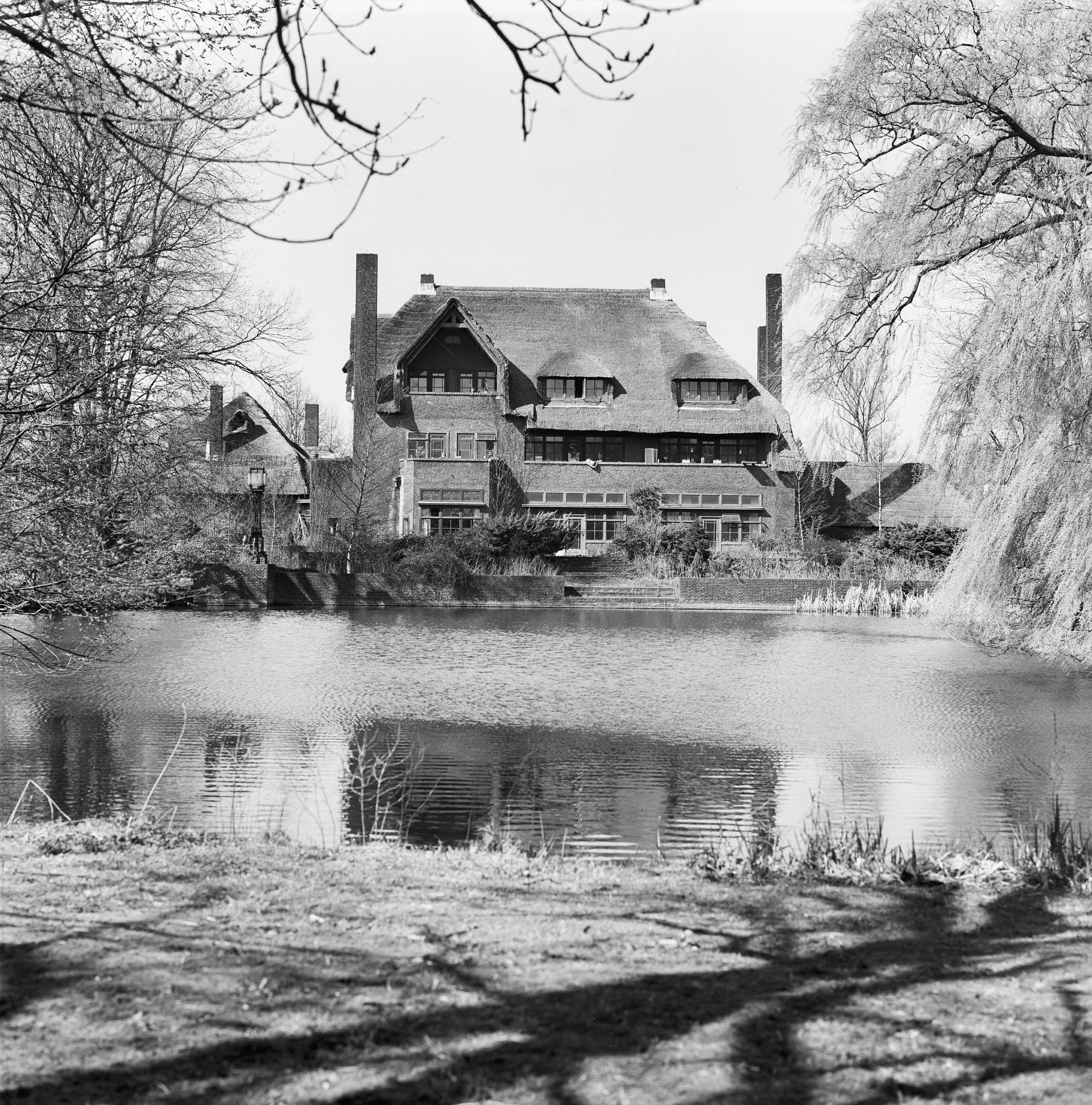
Villa De Ypenhof in 1977

De Ypenhof is een buitenplaats met appartementencomplex aan de 's-Gravenweg in Rotterdam.

## Geschiedenis
De Rotterdamse reder Archibald Hope kocht in 1716 een boerderij met herenkamer en landerijen aan de 's Gravenweg. De boerderij liet hij verbouwen tot landhuis dat hij 'Lindenhoff' noemde. Tot 1805 bleef het eigendom van de familie Hope. In dat jaar werd koopman Michiel Baelde eigenaar, hij veranderde de naam in 'Ypenhof'. In 1827 werd Samuel Dunlop eigenaar, de buitenplaats bleef in diens familie tot 1873 toen het gekocht werd door T.H. Visser.
In 1914 waren er Belgische vluchtelingen ondergebracht en liep het huis ernstige brandschade op. Albert Goudriaan kocht in 1920 de buitenplaats, hij liet het landhuis slopen en bouwde in 1929 een villa naar ontwerp van architect Willem Kromhout. In het fors bemeten pand hing ander andere een door de Utrechtse kunstenaar Jan Eisenloeffel ontworpen glas-in-loodlamp. Op de buitenplaats kwam ook een nieuw gastenverblijf en vijf personeelswoningen. Het totale oppervlak bedroeg met tuin en waterpartijen ca. elf hectare.
Architect Kromhout kocht in 1927 de overtuin van de buitenplaats van Goudriaan en liet daar zeven herenhuizen en drie villa’s bouwen.

## Appartementencomplex
In 1985 ging de villa, die in die jaren bewoond werd door Albert en Michiel Goudriaan, zonen van Albert Goudriaan en Tine van Waning, in vlammen op. In 1982 waren drie chauffeurswoningen, die door studenten werden bewoond, reeds door brand verloren gegaan. Op de plaats van de eerdere bebouwing verrees een appartementencomplex.
De bewaard gebleven portierswoning is een rijksmonument, evenals de ophaalbrug.

## Afbeeldingen

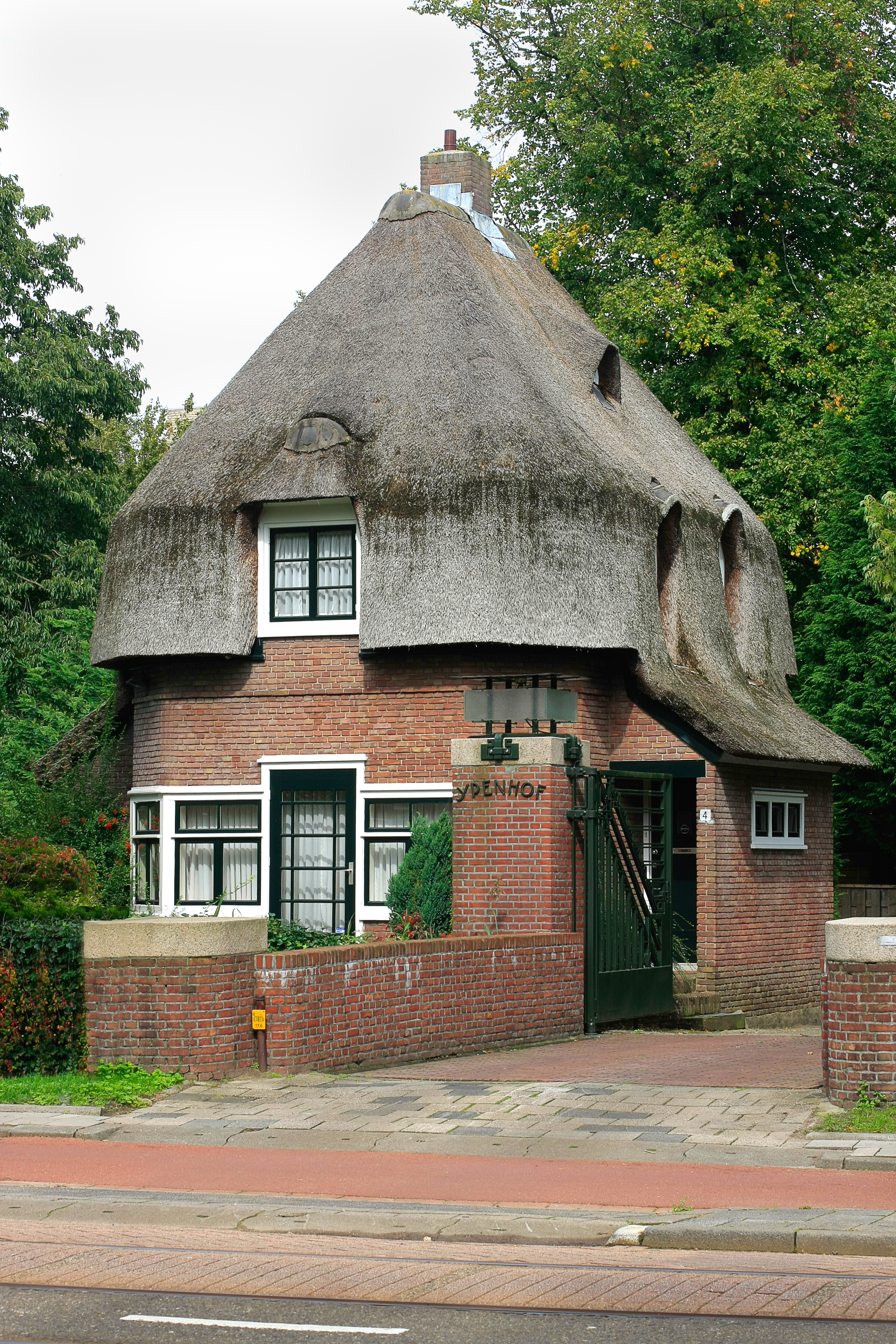
Portierswoning in 2011
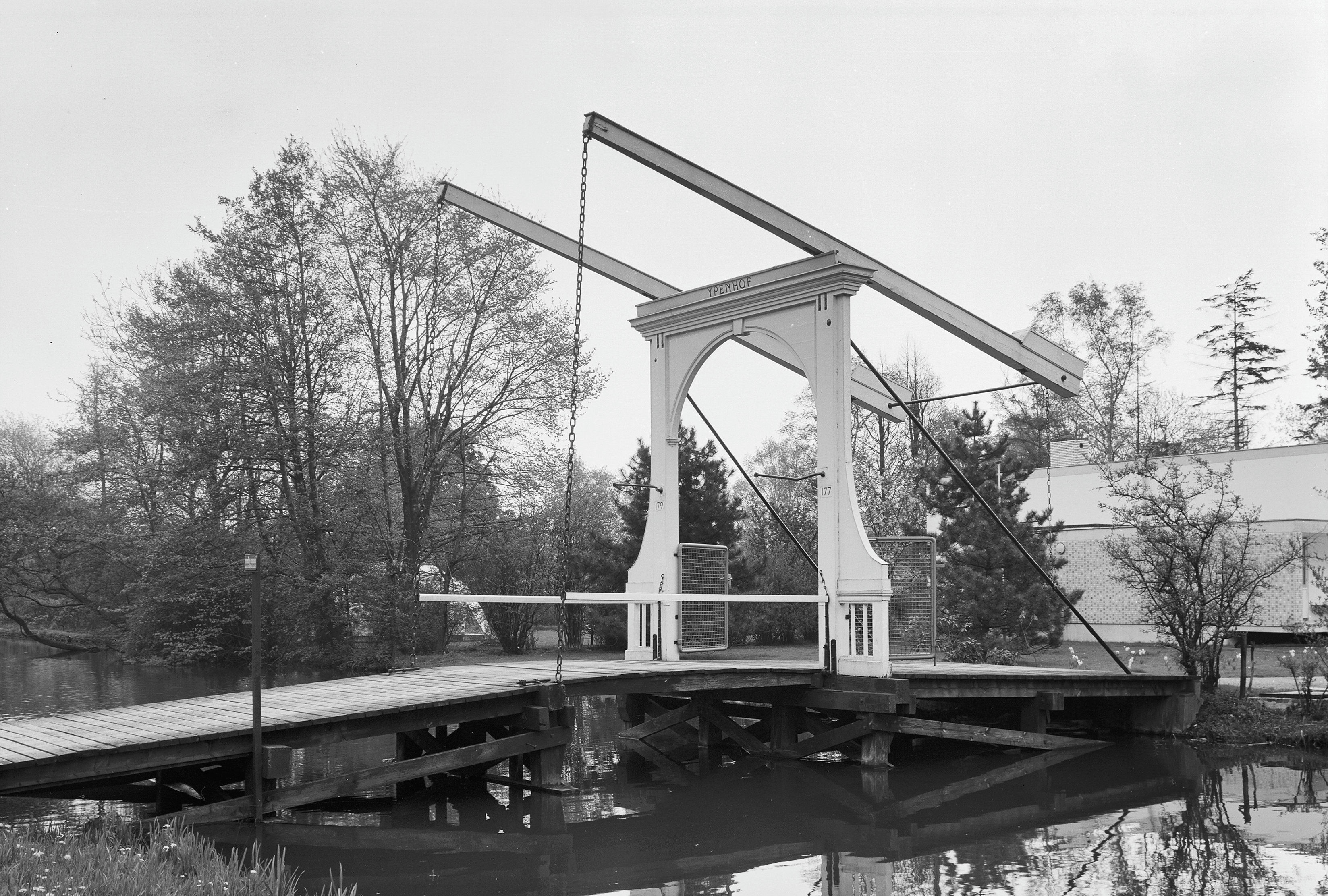
Ophaalbrug in 1968
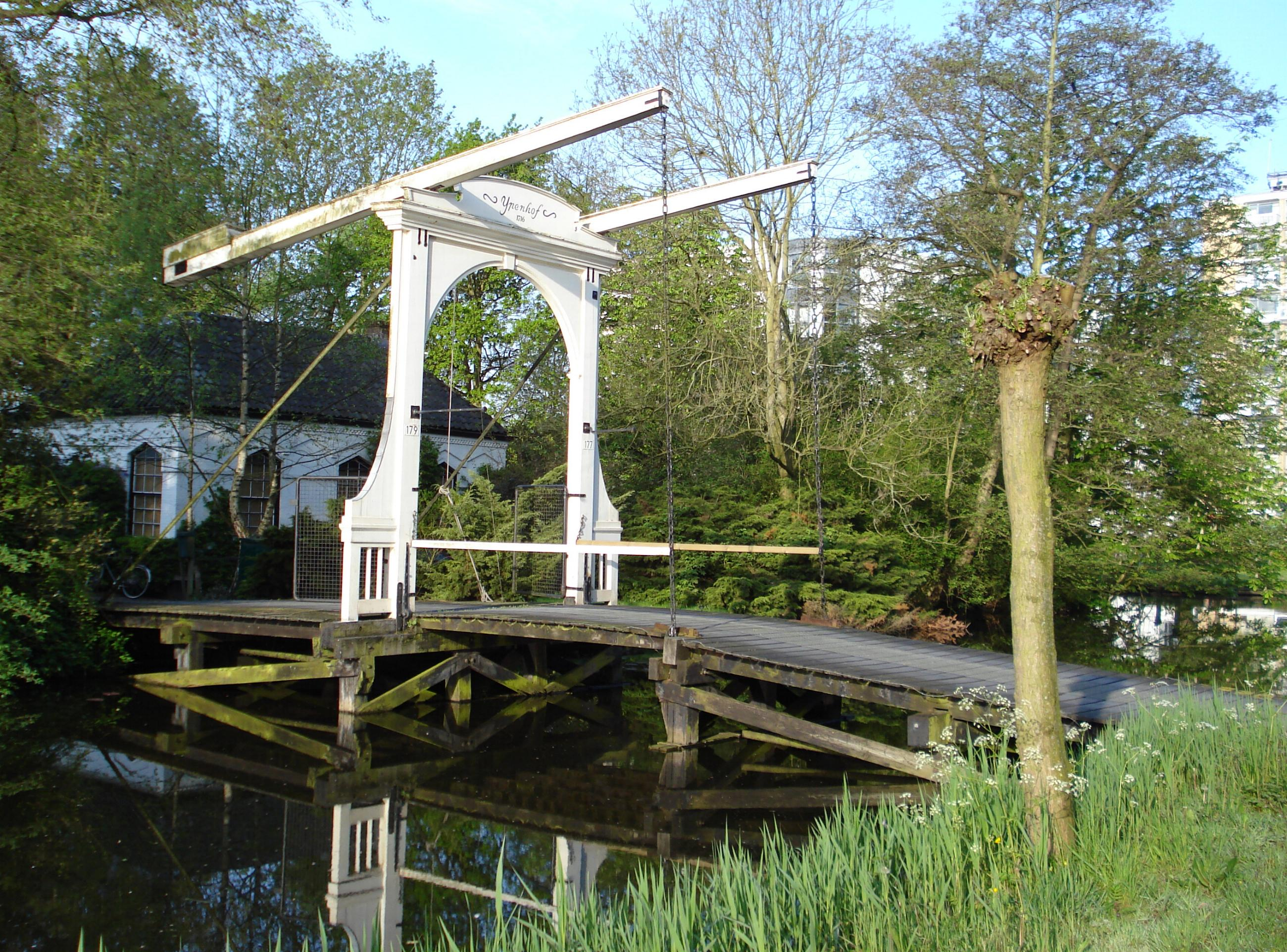
Ophaalbrug in 2008